# Mancave

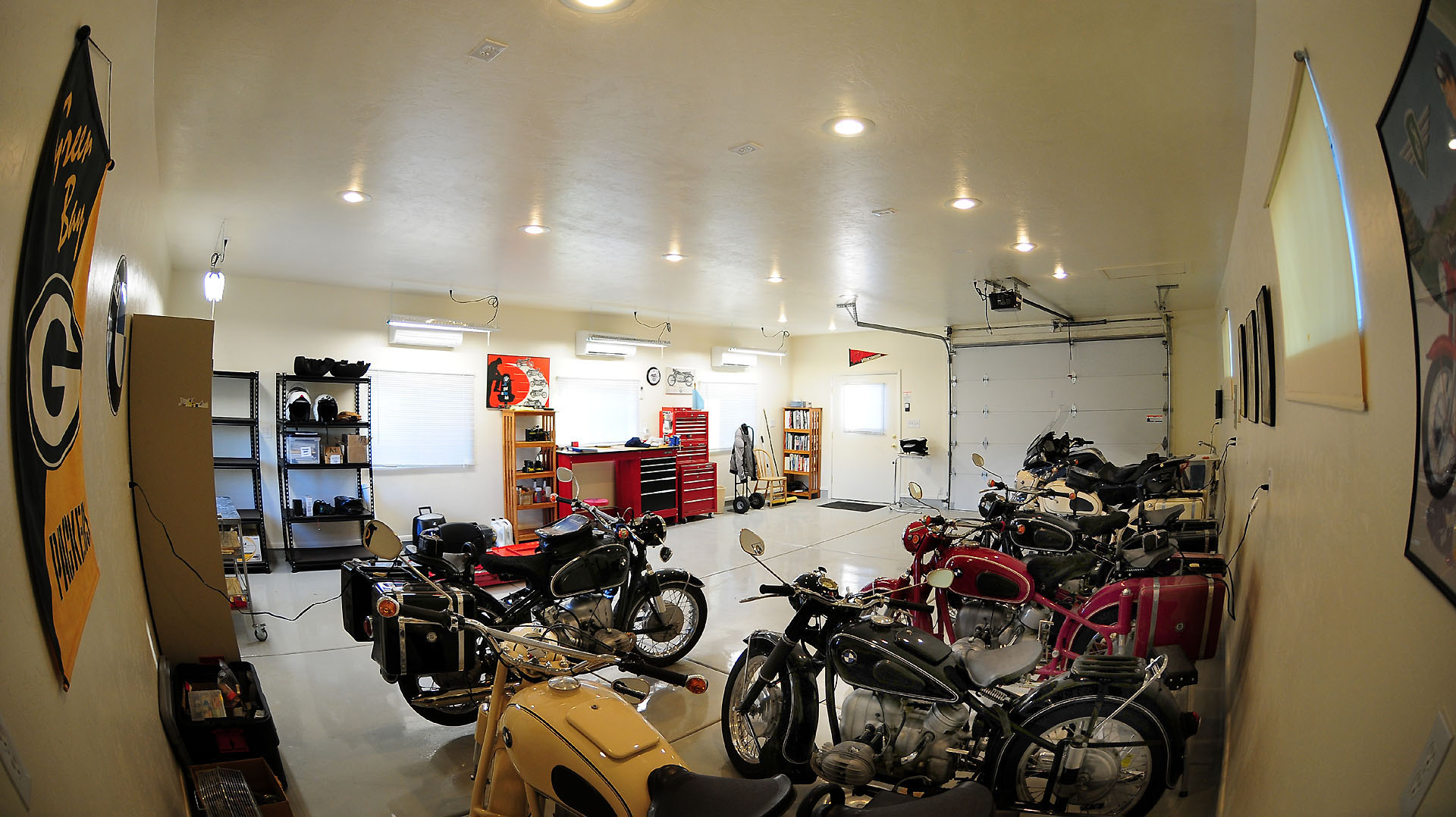
Mancave van een motorliefhebber

Een mancave (of man cave) is een plek waar mannen hun hobby of favoriete bezigheden kunnen beoefenen. Vaak is het een zolderkamer of garage, die naar hun smaak is ingericht. Het is een term die vooral in Angelsaksische landen als de VS, Australië en Nieuw-Zeeland gebruikt wordt, maar die steeds meer in Nederland en België te horen is.

## Inrichting
Er zijn meerdere soorten mancaves te onderscheiden, zo kan een mancave zijn ingericht als hobbyruimte of ontspanningsruimte. Is de mancave ingericht als hobbyruimte dan draait alles om de hobby van de man zoals modelbouw, modelspoor of elektronica.
Ook kan de mancave gebruikt worden voor ontspanning en vermaak. Denk hierbij bijvoorbeeld aan een filmfanaat die een bioscoopzaal heeft nagebouwd met professionele projector, scherm en stoelen. Een sportfan kan zijn mancave helemaal in de stijl van zijn favoriete club inrichten om vanaf een kleine, zelfgebouwde "tribune" met vrienden naar wedstrijden op een groot scherm te kijken.

## Oorsprong
Het fenomeen mancaving is komen overwaaien uit de Verenigde Staten. In kelders of garages van suburbane vrijstaande villa's aldaar hebben mannen een ruimte voor een poker- of pooltafel, flipperkasten of spelcomputers. 